# Monte Asama
El Monte Asama (浅間山 Asama-yama?) es un volcán complejo de Japón, el más activo de la isla de Honshū, a aproximadamente 140 km de Tokio, en el límite de la prefectura de Gunma y de la prefectura de Nagano y tiene una altura de 2568 m. La Agencia Meteorológica de Japón ha clasificado la montaña con rango A (de mayor actividad).

## Geología
La montaña se encuentra en la conjunción del arco Izu-Bonin-Mariana y del arco del Noreste de Japón. La montaña está compuesta de máfica sin álcali y rocas volcánicas piroclásticas datadas del Pleistoceno tardío y del Holoceno. El principal tipo de roca es la andesita y la dacita.
Es un estratovolcán con dos cráteres, que se encuentra dentro del remanente con forma de herradura de otro estratovolcán más antiguo, que fue destruido en una erupción hace unos 20.000 años, en el Pleistoceno tardío.
Científicos de la Universidad de Tokio y de la Universidad de Nagoya realizaron el primer experimento virtual exitoso al interior del volcán en abril de 2007. Gracias a un detector de unos 4000 cm², que medía la absorción a través de diferentes caminos de muones (partículas subatómicas) provenientes de rayos cósmicos, se pudo deducir la distribución de densidades dentro del monte. Así los científicos fueron capaces de generar un diagrama tridimensional del interior del volcán, con una profundidad de unos pocos cientos de metros bajo el cráter.
Al costado este hay un observatorio volcánico de la Universidad de Tokio.

## Erupciones volcánicas

Erupción del monte Asama de 1783

El monte Asama ha tenido numerosos registros de erupciones volcánicas. La primera referencia histórica de una erupción fue en el año 685 según el Nihonshoki. Una de las erupciones más importantes ocurrió el 1 de septiembre de 1783, esta erupción conocida como la " Erupción tenmei " comenzó el 9 de mayo de 1783 en donde hubo una salida de flujo de lava y flujo piroclástico y produjo caída de piedra pómez así como cono agrandado, la erupción climática comenzó el 4 de agosto y duró 15 horas produciendo fenómenos tales como en flujo de  lava Agatsuma que devastó 18 km cuadrados de bosque denso. Otro suceso fue el flujo de Kambara que entró en el valle   hacia la prefectura de Gunma devastando 1200 casas y  provocando la muerte de 1500 personas. Inmediatamente después un flujo de lava corrió por la ladera norte para formar un flujo de lava llamado Oniodashi, todos estos eventos fueron acompañados de una columna eruptiva que inyectó más piedra pómez en la atmósfera.
La subsecuente erupción fue una de las causas de la gran hambruna de Tenmei que condujo la muerte de otras 20.000 en la región de Kantō. Durante el siglo XXI, han ocurrido tres erupciones: 1 de septiembre de 2004, 10 de agosto de 2008 y 2 de febrero de 2009.
En septiembre de 2004 ocurrió una erupción, en la cual el volcán continuó eliminando material hasta noviembre. El domingo 1 de febrero de 2009 la Agencia Meteorológica de Japón advirtió de la posibilidad de que ocurriera una erupción dentro de los siguientes dos días. Los habitantes de las cercanías fueron evacuados, por lo que la erupción, que comenzó al día siguiente, no tuvo víctimas en un primer momento, aunque las cenizas llegaron hasta Tokio.

### Registros de erupciones volcánicas
El monte Asama ha tenido erupciones volcánicas en los siguientes años (los más poderosos en negrita):
| - 685 - 1108 - ¿1281? - ¿1427? - 1527-1528 - 1532 - 1596 - 1598 - 1604 - 1605 - 1609 - 1644-1645 - 1647-1649 - 1651-1652 - 1653 o 1655-1659 - 1669 - 1704 - 1706 - 1708-1711 | - 1717-1718 - 1720-1723 - 1728-1729 - 1732-1733 - 1754 - 1776-1777 - 1783 (más importante) - 1803 - 1815 - 1869 - 1875 - 1879 - 1889 - 1894 - 1899 - 1900 - 1901 - 1902 - 1904 | - 1907 - ¿1908? - 1909 - 1910 - 1911-1914 - 1916 - 1917 - 1919 - 1920 - 1921 - 1922 - 1927 - 1928 - 1929 - 1930 - 1931 - 1932 - 1934 - 1935 | - 1936 - 1937 - 1938 - 1939 - 1940 - 1941 - 1942 - 1944 - 1945 - 1946 - 1947 - 1951 - 1952 - 1953 - 1954 - 1958 - 1959 - 1961 - 1965 | - 1972 - 1973 - 1982 - 1983 - 1990 - 2004 - 2008 - 2009 - 2015 - 2019 |